# Monte F.L. Smith
Il Monte F. L. Smith è una montagna dell'Antartide, alta 2635 m, situata circa 2 km a nordest del Monte Fox, nella catena montuosa dei Monti della Regina Alessandra, nella Dipendenza di Ross.
Fu scoperto nel corso della spedizione Nimrod (1907-1909), guidata dall'esploratore polare inglese Ernest Shackleton e denominato in onore di 
Finley L. Smith, un tabaccaio di Londra che era stato uno dei finanziatori della spedizione.